# Hermansverk
Hermansverk är en ort i Sogndals kommun i Vestland fylke i västra Norge. Orten ingår i den sammanväxta tätorten Hermansverk/Leikanger och ligger vid riksväg 13 på norra sidan av Sognefjorden.
Tidigare utgjorde orten både residensstad i dåvarande Sogn og Fjordane fylke såväl som centralort i dåvarande Leikangers kommun.